# 桑格菲爾德 (紐約州)
桑格菲爾德（英語：Sangerfield）是一個位於美國紐約州奧奈達縣的鎮。

## 人口
根據2020年美國人口普查的數據，桑格菲爾德的面積為80.24平方千米，當中陸地面積為79.78平方千米，而水域面積為0.46平方千米。當地共有人口2327人，而人口密度為每平方千米29人。